# Liste der Gouverneure von Pará

Wappen von Pará

Die Liste der Gouverneure von Pará gibt einen Überblick über die Gouverneure des brasilianischen Bundesstaats Pará.
Die Regierungsgeschichte von Pará begann 1615 als Kapitanat Grão-Pará, gefolgt im Jahr 1772 mit der Gründung des Estado do Grão-Pará e Rio Negro, dieser umgewandelt 1821 in die Provinz Grão-Pará, aus der zuletzt 1889 der heutige Bundesstaat entstand.
Amtssitz des Zivilgouverneurs ist der Palácio dos Despachos in Belém.

## Militärdiktatur (Fünfte Republik, 1964–1985)
| Nr. | Name                                    | Bild | Partei | Beginn der Amtszeit | Ende der Amtszeit |
| --- | --------------------------------------- | ---- | ------ | ------------------- | ----------------- |
| 28  | Jarbas Passarinho                       |      | UDN    | 15. Juni 1964       | 31. Jan. 1966     |
| 29  | Alacid Nunes                            |      | ARENA  | 31. Jan. 1966       | 15. März 1971     |
| 30  | Fernando Guilhon                        |      | ARENA  | 15. März 1971       | 15. März 1975     |
| 31  | Aloysio Chaves                          |      | ARENA  | 15. März 1975       | 1. Aug. 1978      |
| 32  | Clóvis Silva de Morais Rego Clóvis Rego |      | ARENA  | 1. Aug. 1978        | 15. März 1979     |
| 33  | Alacid Nunes                            |      | PDS    | 15. März 1979       | 15. März 1983     |

## Neue Republik (Sechste Republik, seit 1985)
| Nr. | Name                                      | Bild         | Partei | Beginn der Amtszeit | Ende der Amtszeit |
| --- | ----------------------------------------- | ------------ | ------ | ------------------- | ----------------- |
| 34  | Jader Barbalho                            |              | PMDB   | 15. März 1983       | 15. März 1987     |
| 35  | Hélio Gueiros                             |              | PMDB   | 15. März 1987       | 15. März 1991     |
| 36  | Jader Barbalho                            |              | PMDB   | 15. März 1991       | 3. Apr. 1994      |
| 37  | Carlos José Oliveira Santos Carlos Santos |              | PP     | 3. Apr. 1994        | 1. Jan. 1995      |
| 38  | Almir Gabriel                             |              | PSDB   | 1. Jan. 1995        | 1. Jan. 1999      |
| 38  | Almir Gabriel                             | 1. Jan. 1999 | PSDB   | 1. Jan. 2003        |                   |
| 39  | Simão Jatene                              |              | PSDB   | 1. Jan. 2003        | 1. Jan. 2007      |
| 40  | Ana Júlia Carepa                          |              | PT     | 1. Jan. 2007        | 1. Jan. 2011      |
| 41  | Simão Jatene                              |              | PSDB   | 1. Jan. 2011        | 1. Jan. 2015      |
| 41  | Simão Jatene                              | 1. Jan. 2015 | PSDB   | 1. Jan. 2019        |                   |
| 42  | Helder Barbalho                           |              | MDB    | 1. Jan. 2019        | amtierend         |
| 42  | Helder Barbalho                           | 1. Jan. 2023 | MDB    |                     |                   |